# ایلین پاول
ایلین پاول (انگلیسی: Elaine Powell؛ زادهٔ ۹ اوت ۱۹۷۵) بازیکن بسکتبال اهل ایالات متحده آمریکا است.